# Nirarathamnos asarifolius
Nirarathamnos asarifolius är en flockblommig växtart som beskrevs av Isaac Bayley Balfour. Nirarathamnos asarifolius ingår i släktet Nirarathamnos och familjen flockblommiga växter. Inga underarter finns listade i Catalogue of Life.